# Magalas
Magalas é uma comuna francesa na região administrativa de Occitânia, no departamento de Hérault. Estende-se por uma área de 20,76 km². Em 2010 a comuna tinha 3 422 habitantes (densidade: 164,8 hab./km²).